# الإمبراطورية السوفيتية

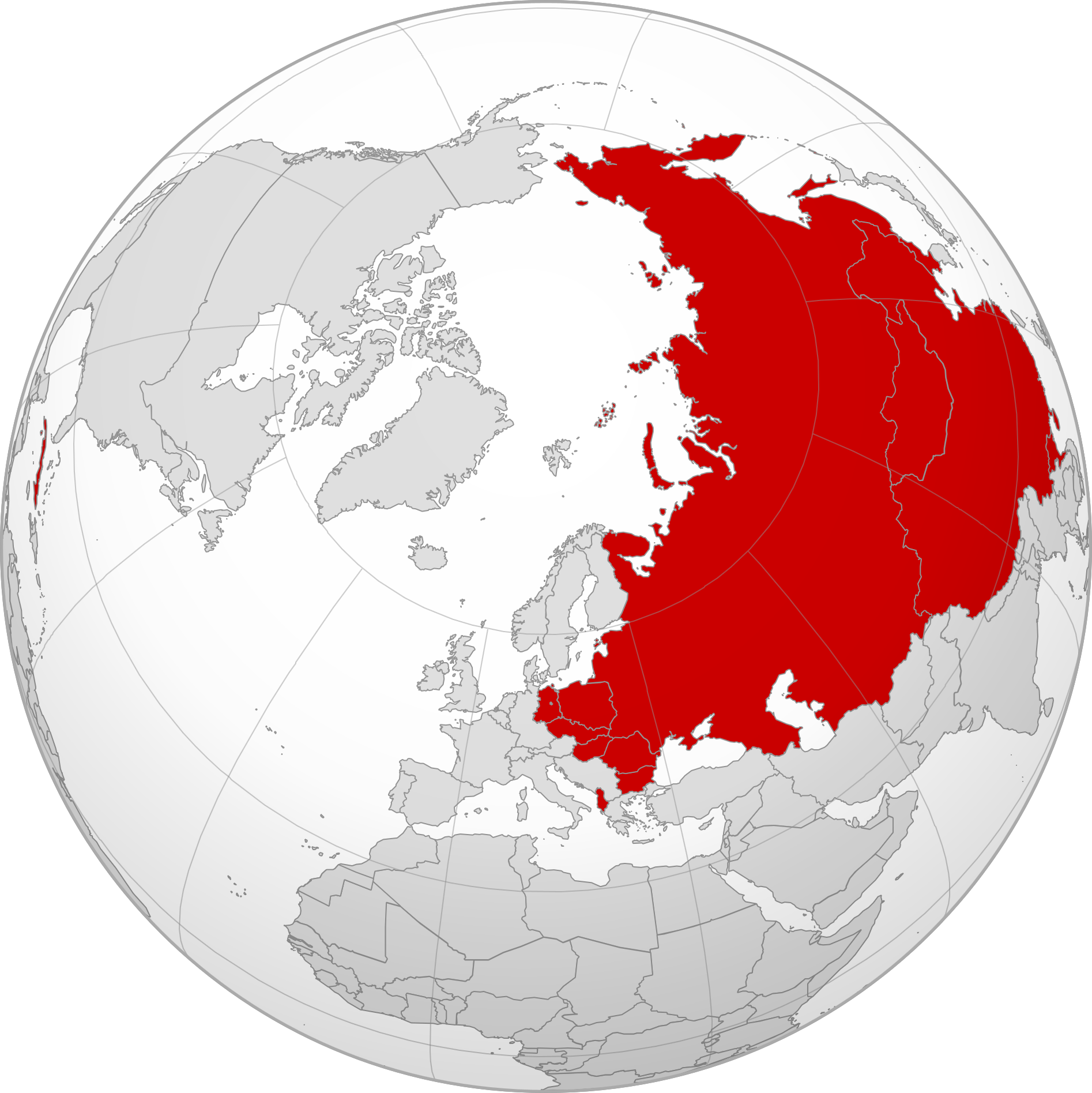
الإتحاد السوفيتي والدول ذات النفوذ السوفيتي والدول الشيوعية.

الإمبراطورية السوفيتية هو مصطلح سياسي يستخدم في علم السوفييت (يُطلق عليه أيضًا «علم الكرملين») لوصف الأعمال والنفوذ للاتحاد السوفيتي قبل عام 1989، مع التركيز على دوره المهيمن في البلدان الأخرى.
بمعنى أوسع، يشير المصطلح إلى السياسة الخارجية للبلاد خلال الحرب الباردة التي قيل إنها إمبريالية: الدول التي كانت جزءًا من الإمبراطورية السوفيتية تعد دولًا مستقلة اسميًا بحكومات منفصلة تضع سياساتها الخاصة، ولكن تلك السياسات كان لا بد أن تبقى ضمن حدود معينة قررها الاتحاد السوفيتي وفرضها التهديد بالتدخل من قبل القوات السوفيتية، ثم حلف وارسو. حدثت تدخلات عسكرية كبيرة في ألمانيا الشرقية عام 1953، والمجر عام 1956، وتشيكوسلوفاكيا عام 1968، وبولندا عام 1980، وأفغانستان منذ عام 1979 حتى عام 1989. وكانت دول الكتلة الشرقية تعتبر دولًا تابعة.

## الخصائص
على الرغم من أن الاتحاد السوفيتي لم يكن يحكمه إمبراطور، وأعلن نفسه مناهضًا للإمبريالية وأنه ديمقراطية شعبية، فقد قيل إنه أظهر اتجاهات مشتركة مع الإمبراطوريات التاريخية. يُعتقد تقليديًا أن هذا النقاش قد بدأ في كتاب ريتشارد بايبس تشكيل الاتحاد السوفيتي (1954). يعتقد العديد من العلماء أن الاتحاد السوفيتي كان كيانًا هجينًا يحتوي على عناصر مشتركة بين كل من الإمبراطوريات متعددة الجنسيات والدول القومية. وقد قيل أيضًا إن الاتحاد السوفيتي مارس الاستعمار كما فعلت القوى الإمبريالية الأخرى.
تابع السوفييت الاستعمار الداخلي في آسيا الوسطى، ومن الأمثلة على ذلك تفضيل الدولة لإنتاج الحبوب على الإنتاج الحيواني في قيرغيزستان وتفضيل المستوطنين السلافيين على القرغيز الأصليين، وبالتالي إدامة عدم المساواة في الحقبة الاستعمارية القيصرية. جادل الماويون بأن الاتحاد السوفيتي نفسه أصبح قوة إمبريالية مع الحفاظ على واجهة اشتراكية أو إمبريالية اجتماعية. البعد الآخر «للإمبريالية السوفيتية» هو الإمبريالية الثقافية. تضمنت سياسة الإمبريالية الثقافية السوفيتية إضفاء الطابع السوفيتي على الثقافة والتعليم على حساب التقاليد المحلية. واصل ليونيد بريجنيف سياسة الترويس (إضفاء الطابع الروسي) الثقافي كجزء من الاشتراكية المتطورة التي سعت إلى تأكيد المزيد من السيطرة المركزية. جادل سيورين بيالر بأن الدولة السوفيتية كان لديها قومية إمبريالية.
أمر يوسف ستالين بنقل السكان في الاتحاد السوفيتي، وترحيل الناس، غالبًا من جنسيات كاملة، من الثلاثينيات حتى الخمسينيات من القرن العشرين، مع وجود مناطق نائية مكتظة بالسكان. انتهت السياسة رسميًا في عهد خروتشوف، إذ سُمح للعديد من الجنسيات بالعودة في عام 1957. ومع ذلك، رفض نيكيتا خروتشوف وليونيد بريجنيف حق العودة لتتار القرم والألمان الروس والأتراك المسخيت. وفي عام 1991، أعلن مجلس السوفيت الأعلى لروسيا أن عمليات الترحيل الجماعي الستالينية هي «سياسة إساءة وإبادة جماعية».
تساعد العلاقة التاريخية بين روسيا (الجمهورية المهيمنة في الاتحاد السوفيتي) ودول أوروبا الشرقية هذه على تفسير ردود أفعال دول أوروبا الشرقية على بقايا الثقافة السوفيتية، أي الكراهية والتوق إلى محو تلك الثقافة. تجسد بولندا ودول البلطيق المحاولة السوفيتية لتوحيد ثقافاتها وأنظمتها السياسية. ووفقًا لداغ نورين، كانت روسيا تسعى إلى تأسيس منطقة عازلة بينها وبين أوروبا الغربية لحماية نفسها من الهجمات المستقبلية المحتملة من دول أوروبا الغربية المعادية. ومن المهم أن نتذكر أن 15 جمهورية اشتراكية في اتحاد الجمهوريات الاشتراكية السوفيتية فقدت ما بين 26 و27 مليون شخص على مدار الحرب العالمية الثانية. وتحقيقًا لهذه الغاية، اعتقد الاتحاد السوفيتي أنه بحاجة إلى توسيع نفوذه من أجل إنشاء تسلسل هرمي من التبعية بين الدول المستهدفة وبينه. كان يُعتقد أن هذا الغرض يتحقق من خلال المحسوبية الاقتصادية.
خلال حقبة بريجنيف، استُخدمت سياسة «الاشتراكية المتطورة» لإعلان الاتحاد السوفيتي على أنه أكثر الدول الاشتراكية اكتمالًا - بينما كانت الدول الأخرى «اشتراكية» فقط، وكان الاتحاد السوفيتي «اشتراكيًا متطورًا»، موضحًا دوره المهيمن وهيمنته على الدول الاشتراكية الأخرى. هذا بالإضافة إلى عقيدة بريجنيف التدخلية، التي تسمح بغزو البلدان الاشتراكية الأخرى، ما أدى إلى توصيف الاتحاد السوفيتي على أنه إمبراطورية.
كان تغلغل النفوذ السوفيتي في «البلدان ذات الميول الاشتراكية» من النوع السياسي والأيديولوجي، فبدلًا من السيطرة على ثرواتها الاقتصادية، ضخ الاتحاد السوفيتي كميات هائلة من «المساعدة الدولية» فيها من أجل تأمين النفوذ، على حساب اقتصاده. كان النفوذ السياسي الذي سعوا إلى متابعته يهدف إلى حشد الدول المستهدفة لقضيتهم في حالة هجوم آخر من الدول الغربية ولاحقًا كدعم في سياق الحرب الباردة. وبعد تفكك الاتحاد السوفيتي، أعلن الاتحاد الروسي نفسه خليفة له واعترف برقم 103 مليار دولار من الديون الخارجية السوفيتية بينما طالب بمبلغ 140 مليار دولار من الأصول السوفيتية في الخارج.
هذا لا يعني أن التوسع الاقتصادي لم يلعب دورًا مهمًا في الدافع السوفييتي لنشر النفوذ في هذه المناطق التابعة. في الواقع، كانت هذه الأراضي الجديدة ستضمن زيادة الثروة العالمية التي سيكون للاتحاد السوفيتي تحكم بها.
راكب المسؤولون السوفييت من جمهورية روسيا الاتحادية الاشتراكية السوفيتية هذه الفرصة الاقتصادية مع إمكانية الهجرة. في الواقع، لقد رأوا في بلدان أوروبا الشرقية هذه إمكانات قوة عاملة كبيرة. ورحبوا بهم بشرط أن يعملوا بجد ويحققوا النجاح الاجتماعي. تشكلت هذه الأيديولوجية على نموذج سياسة الجدارة الأمريكية الخارجية في القرن التاسع عشر.